# De Bonte Wever (Slagharen)

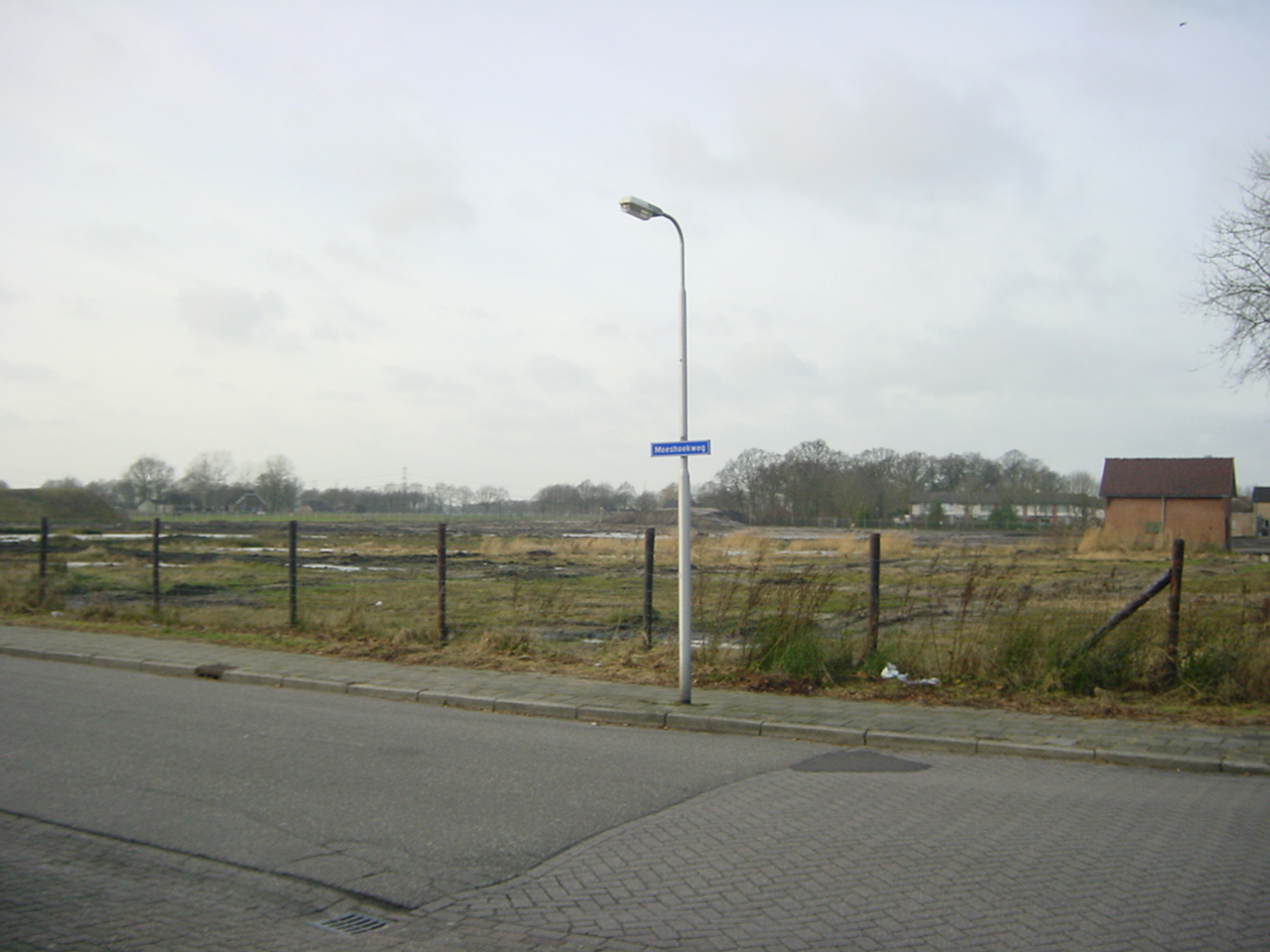
Voormalig terrein na de sloop begin 2005.

De Bonte Wever was tot 2001 een recreatiecentrum in Slagharen. Het was eigendom van ondernemer Hennie van der Most en brandde op 7 mei 2001 volledig af.
Nadat de gemeente Hardenberg hem had verboden om de sauna in zijn schuur tegen betaling beschikbaar te stellen aan derden, kocht Van der Most in 1981 het leegstaande fabrieksgebouw van de Nederlandse Bontweverij, die dat jaar failliet was gegaan. Van de leegstaande weverij maakte hij uiteindelijk het zwem- en saunacentrum De Bonte Wever.
Het complex bestond uit een groot zwembad (gedeeltelijk buiten) en een saunacentrum. Daarnaast was een hotel, congres en uitgaanscentrum. Het hotel telde 200 kamers. Verder waren er diverse restaurants waaronder een bistro en een kiprestaurant, vergaderzalen, feestzalen, een bioscoop, barretjes en cafés. Het was een populaire bestemming, voor grote evenementen, als feestlocatie van bruiloftpartijen tot kinderfeestjes, alsook voor een weekendje of midweek weg.

## Legionella-besmetting
Op 21 februari 2001 liet de Inspectie Milieuhygiëne Oost van het ministerie van VROM de leidingwaterinstallatie van zwembad De Bonte Wever in Slagharen sluiten omdat de inspectie de installatie een gevaar voor de volksgezondheid achtte. In de installatie waren regelmatig besmettingen met legionella pneumophila aangetroffen. De provincie Overijssel heeft het zwembad vervolgens gesloten.

## Brand
Drie maanden na de sluiting van het zwembad brandde Uitgaanscentrum De Bonte Wever op 7 mei 2001 vrijwel geheel af. Daarnaast werd een nabijgelegen rietgedekte boerderij, die net verkocht was, door zogeheten 'vliegvuur' in de as gelegd. Bij de brand kwam asbest vrij. In een evaluatierapport dat het Nibra in april 2002 uitbracht, werd scherpe kritiek geuit op zowel ondernemer Van der Most als de gemeente Hardenberg. Het complex was niet brandveilig genoeg geweest en hoewel de plaatselijke brandweer regelmatig om sluiting had verzocht, had de gemeente uit angst voor het verlies aan werkgelegenheid niet ingegrepen. Van der Most zou bij het uitvoeren van verbeteringen 'klassieke vertragingstechnieken' hebben toegepast.
Eind juli 2003 brak in de restanten van het complex opnieuw een brand uit, die waarschijnlijk was aangestoken.

## Nieuwbouwplannen
Van der Most wilde aanvankelijk het zwem- en saunaparadijs herbouwen, maar eind 2004 maakte hij bekend daar toch vanaf te zien omdat hij de eisen die de provincie Overijssel stelt te hoog vond.
De broer van Hennie, Herman van der Most, publiceerde eind 2008 plannen voor een grote verbouw van de Evenementenhal in Hardenberg. Dit zou uiteindelijk uit kunnen groeien tot een nieuwe Bonte Wever.